# Mistrzostwa Świata w Kajakarstwie 1999
30. Mistrzostwa świata w kajakarstwie odbyły się w dniach 26–29 sierpnia 1999 w  Mediolanie.
Rozegrano 18 konkurencji męskich i 8 kobiecych. Mężczyźni startowali w kanadyjkach jedynkach (C-1), dwójkach (C-2) i czwórkach (C-4) oraz w kajakach jedynkach (K-1), dwójkach (K-2) i czwórkach (K-4), zaś kobiety w kajakach jedynkach, dwójkach i czwórkach.  Liczba i rodzaj konkurencji nie zmieniły się od poprzednich mistrzostw.
Pierwsze miejsce w klasyfikacji medalowej wywalczyli reprezentanci Rosji.

## Medaliści

### Mężczyźni

#### Kanadyjki
| Konkurencja: | Złoto:                                                                             | Rezultat | Srebro:                                                                     | Rezultat | Brąz:                                                                          | Rezultat |
| C-1 200 m    | Maksim Opalew                                                                      | 40,368   | Martin Doktor                                                               | 40,413   | Slavomír Kňazovický                                                            | 40,760   |
| C-1 500 m    | Maksim Opalew                                                                      | 1:51,374 | Martin Doktor                                                               | 1:51,684 | Andreas Dittmer                                                                | 1:51,827 |
| C-1 1000 m   | Maksim Opalew                                                                      | 3:54,600 | Andreas Dittmer                                                             | 3:54,963 | Martin Doktor                                                                  | 3:56,167 |
| C-2 200 m    | Rosja · Konstantin Fomiczow · Aleksandr Artiemida                                  | 37,842   | Polska · Daniel Jędraszko · Paweł Baraszkiewicz                             | 38,004   | Niemcy · Thomas Zereske · Christian Gille                                      | 38,089   |
| C-2 500 m    | Polska · Daniel Jędraszko · Paweł Baraszkiewicz                                    | 1:43,553 | Węgry · Imre Pulai · Ferenc Novák                                           | 1:43,986 | Rosja · Aleksandr Kowalow · Aleksandr Kostogłod                                | 1:45,068 |
| C-2 1000 m   | Rosja · Aleksandr Kowalow · Aleksandr Kostogłod                                    | 3:38,999 | Kuba · Ibrahim Rojas · Leobaldo Pereira                                     | 3:41,720 | Niemcy · Patrick Schulze · Peter John                                          | 3:41,969 |
| C-4 200 m    | Rosja · Roman Kruglakow · Władimir Ładosza · Konstantin Fomiczow · Andriej Kabanow | 33,675   | Czechy · Petr Procházka · Jan Břečka · Petr Fuksa · Karel Kožíšek           | 34,182   | Rumunia · Mitică Pricop · Ionel Averian · Gheorghe Andriev · Florin Popescu    | 34,529   |
| C-4 500 m    | Rosja · Roman Kruglakow · Władimir Ładosza · Konstantin Fomiczow · Andriej Kabanow | 1:32,398 | Rumunia · Mitică Pricop · Ionel Averian · Gheorghe Andriev · Florin Popescu | 1:34,940 | Francja · Yannick Lavigne · Jean-Gilles Grare · Mathieu Goubel · Sylvain Hoyer | 1:36,292 |
| C-4 1000 m   | Rosja · Ignat Kowalow · Konstantin Fomiczow · Aleksiej Wołkonski · Andriej Kabanow | 3:18,001 | Rumunia · Mitică Pricop · Ionel Averian · Iosif Anisim · Șamil Grigore      | 3:19,434 | Węgry · Csaba Horváth · Béla Belicza · Aron Gajarszki · György Kozmann         | 3:19,454 |

#### Kajaki
| Konkurencja: | Złoto:                                                                  | Rezultat | Srebro:                                                                    | Rezultat | Brąz:                                                                               | Rezultat |
| K-1 200 m    | Micha’el Kolganow                                                       | 35,793   | Ołeksij Śliwiński                                                          | 35,961   | Ronald Rauhe                                                                        | 36,028   |
| K-1 500 m    | Ákos Vereckei                                                           | 1:38,824 | Petyr Merkow                                                               | 1:39,729 | Grzegorz Kotowicz                                                                   | 1:40,443 |
| K-1 1000 m   | Lutz Liwowski                                                           | 3:33,319 | Knut Holmann                                                               | 3:34,673 | Torsten Tranum                                                                      | 3:35,075 |
| K-2 200 m    | Węgry · Vince Fehérvári · Róbert Hegedűs                                | 33,055   | Rosja · Roman Zarubin · Aleksandr Iwanik                                   | 33,130   | Polska · Marek Twardowski · Adam Wysocki                                            | 33,298   |
| K-2 500 m    | Polska · Marek Twardowski · Adam Wysocki                                | 1:32,304 | Węgry · Botond Storcz · Gábor Horváth                                      | 1:32,439 | Australia · Daniel Collins · Andrew Trim                                            | 1:33,056 |
| K-2 1000 m   | Słowacja · Michal Riszdorfer · Juraj Bača                               | 3:14,244 | Polska · Marek Twardowski · Adam Wysocki                                   | 3:14,437 | Niemcy · Jan Schäfer · Olaf Winter                                                  | 3:14,543 |
| K-4 200 m    | Węgry · Vince Fehérvári · Gyula Kajner · István Beé · Róbert Hegedűs    | 30,835   | Polska · Piotr Markiewicz · Marek Twardowski · Adam Wysocki · Paweł Łakomy | 31,162   | Rosja · Anatolij Tiszczenko · Andriej Szczegolichin · Oleg Gorobij · Witalij Gańkin | 31,205   |
| K-4 500 m    | Niemcy · Torsten Gutsche · Mark Zabel · Björn Bach · Stefan Ulm         | 1:21,349 | Rosja · Andriej Tissin · Witalij Gańkin · Aleksandr Iwanik · Roman Zarubin | 1:22,454 | Węgry · Zoltán Kammerer · Botond Storcz · Ákos Vereckei · Gábor Horváth             | 1:22,569 |
| K-4 1000 m   | Węgry · Zoltán Kammerer · Botond Storcz · Ákos Vereckei · Gábor Horváth | 2:53,064 | Niemcy · Torsten Gutsche · Mark Zabel · Björn Bach · Stefan Ulm            | 2:53,662 | Rumunia · Sorin Petcu · Vasile Curuzan · Marian Sîrbu · Romică Șerban               | 2:56,066 |

### Kobiety

#### Kajaki
| Konkurencja: | Złoto:                                                               | Rezultat | Srebro:                                                                          | Rezultat | Brąz:                                                                         | Rezultat |
| K-1 200 m    | Caroline Brunet                                                      | 40,981   | Josefa Idem                                                                      | 41,836   | Rita Kőbán                                                                    | 42,031   |
| K-1 500 m    | Caroline Brunet                                                      | 1:49,445 | Josefa Idem                                                                      | 1:50,248 | Rita Kőbán                                                                    | 1:51,230 |
| K-1 1000 m   | Caroline Brunet                                                      | 3:54,262 | Josefa Idem                                                                      | 3:56,137 | Katalin Kovács                                                                | 3:55,932 |
| K-2 200 m    | Hiszpania · Beatriz Manchón · Izaskun Aramburu                       | 37,814   | Polska · Beata Sokołowska · Aneta Pastuszka                                      | 38,103   | Węgry · Éva Dónusz · Éva Laky                                                 | 38,862   |
| K-2 500 m    | Polska · Beata Sokołowska · Aneta Pastuszka                          | 1:43,370 | Kanada · Caroline Brunet · Karen Furneaux                                        | 1:43,510 | Węgry · Katalin Kovács · Szilvia Szabó                                        | 1:43,568 |
| K-2 1000 m   | Australia · Anna Wood · Katrin Borchert                              | 3:38,266 | Niemcy · Manuela Mucke · Katrin Wagner                                           | 3:38,668 | Węgry · Kinga Bóta · Andrea Barócsi                                           | 3:38,977 |
| K-4 200 m    | Węgry · Katalin Kovács · Erzsébet Viski · Szilvia Szabó · Rita Kőbán | 35,988   | Rosja · Natalja Gulij · Tatjana Tiszczenko · Olga Tiszczenko · Galina Porywajewa | 36,406   | Polska · Beata Sokołowska · Aneta Pastuszka · Agata Piszcz · Aneta Michalak   | 36,448   |
| K-4 500 m    | Węgry · Katalin Kovács · Erzsébet Viski · Szilvia Szabó · Rita Kőbán | 1:33,993 | Niemcy · Birgit Fischer · Anett Schuck · Manuela Mucke · Katrin Wagner           | 1:34,903 | Polska · Beata Sokołowska · Aneta Pastuszka · Aneta Michalak · Joanna Skowroń | 1:34,888 |

## Klasyfikacja medalowa
| Miejsce | Państwo   | Złoto | Srebro | Brąz | Razem |
| ------- | --------- | ----- | ------ | ---- | ----- |
| 1       | Rosja     | 8     | 3      | 2    | 13    |
| 2       | Węgry     | 6     | 2      | 8    | 16    |
| 3       | Polska    | 3     | 4      | 4    | 11    |
| 4       | Kanada    | 3     | 1      | 0    | 4     |
| 5       | Niemcy    | 2     | 4      | 5    | 11    |
| 6       | Australia | 1     | 0      | 1    | 2     |
| 6       | Słowacja  | 1     | 0      | 1    | 2     |
| 8       | Hiszpania | 1     | 0      | 0    | 1     |
| 8       | Izrael    | 1     | 0      | 0    | 1     |
| 10      | Czechy    | 0     | 3      | 1    | 4     |
| 11      | Włochy    | 0     | 3      | 0    | 3     |
| 12      | Rumunia   | 0     | 2      | 2    | 4     |
| 13      | Bułgaria  | 0     | 1      | 0    | 1     |
| 13      | Kuba      | 0     | 1      | 0    | 1     |
| 13      | Norwegia  | 0     | 1      | 0    | 1     |
| 13      | Ukraina   | 0     | 1      | 0    | 1     |
| 17      | Dania     | 0     | 0      | 1    | 1     |
| 17      | Francja   | 0     | 0      | 1    | 1     |
|         | Razem     | 26    | 26     | 26   | 78    |